# Celso Gomis
Celso Gomis Mestre (Reus, 1841-Barcelona, 1915) fue un escritor, ingeniero y folclorista español.

## Biografía
Nacido el 6 de enero de 1841 en la localidad tarraconense de Reus, cursó en Madrid la carrera de ingeniero y terminados sus estudios regresó a Cataluña, donde alternó el ejercicio de su profesión en el ramo de ferrocarriles con los trabajos de literatura y excursionismo. Con Almirall y Arabía fundó la Asociación Catalana de Excursiones, y mientras dirigía las obras de la línea férrea de Reus a Zaragoza publicó trabajos sobre la ribera del Ebro. También realizó excursiones por la provincia de Guadalajara, sobre las que publicó algunos artículos, durante el tiempo que estuvo trabajando en la zona. Tuvo parte muy activa en la fundación de la Biblioteca Arús. Escritor catalán consagrado especialmente en trabajos dedicados a la vulgarización de las ciencias, colaboró en la prensa anarquista y en los periódicos de Barcelona y Madrid dedicados a la instrucción de la infancia, como La Niñez, Los Niños (Barcelona) y El Mundo de los Niños, además de en Hojas Selectas (1902). Falleció el 13 de junio de 1915 en Barcelona.